# Wjatscheslaw Konstantinowitsch Oltarschewski

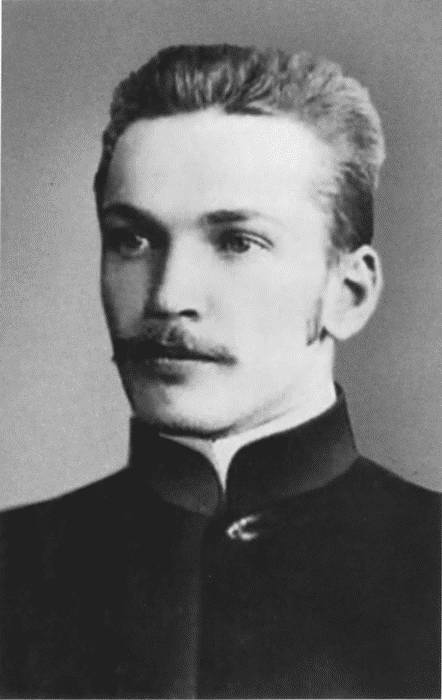
Wjatscheslaw Konstantinowitsch Oltarschewski

Wjatscheslaw Konstantinowitsch Oltarschewski (russisch Вячеслав Константинович Олтаржевский; * 17. Märzjul. / 29. März 1880greg. in Moskau; † 24. April 1966 ebenda) war ein russischer Architekt.

## Leben
Oltarschewski war der Sohn eines Verkehrsingenieurs mit 5 Kindern. Nach dem Tod des Vaters 1885 kam er in das Nabilkowski-Waisenhaus. Er machte dort 1900 den Handelsschulabschluss und begann 1901 das Studium in der Architektur-Abteilung der Moskauer Hochschule für Malerei, Bildhauerei und Architektur. Als während der Russischen Revolution 1905 wegen der Studentenunruhen die Hochschule geschlossen war, studierte er mit einer Empfehlung von Illarion Alexandrowitsch Iwanow-Schitz an der Akademie der bildenden Künste Wien bei Otto Wagner. 1908 schloss Oltarschewski das Studium  an der Moskauer Hochschule für Malerei, Bildhauerei und Architektur mit Auszeichnung als Architekt-Künstler I. Klasse ab. Bereits während des Studiums arbeitete er unter der Leitung von Iwanow-Schitz beim Bau von Stationsgebäuden des Moskauer Eisenbahnrings mit. 1908 wurde er dann Assistent von Iwanow-Schitz. 1910–1911 baute Oltarschewski zusammen mit Iwan Iwanowitsch Rerberg, Marian Marianowitsch Peretjatkowitsch und Ilja Alexandrowitsch Golossow das Gebäude der Nordversicherungsgesellschaft in Moskau. Unter der Leitung Rerbergs und Wladimir Grigorjewitsch Schuchows baute er 1912–1917 den Kiewer Bahnhof in Moskau. 1915 folgte das Wohnhaus für die Brüder Burenin (Nischnjaja Krasnocelskaja Uliza 23).
Nach der Oktoberrevolution war Oltarschewski Militäringenieur in der Roten Armee. 1921 wurde er Leiter der Architekturabteilung der Verwaltung für Landwirtschaftsbau, Melioration und Staatsbesitz des Volkskommissariats für Landwirtschaft der RSFSR.
1922–1923 arbeitete Oltarschewski bei dem Chefarchitekten Alexei Wiktorowitsch Schtschussew der Allrussische Landwirtschaftsausstellung, die 1923 auf dem Gelände des heutigen Gorki-Parks eröffnet wurde. 1924–1935 war Oltarschewski in die USA abgeordnet, um die modernen Bautechniken kennenzulernen. Er studierte als Externer an der New York University. Er betätigte sich im Hochhausbau in New York. Nach seinem Projekt wurde in Bayville (New Jersey) das Royal Pines Hotel gebaut, das im November 1930 eröffnet und mit Al Capone in Verbindung gebracht wurde. Es wird vermutet, dass Oltarschewskis in den USA angefertigter Wettbewerbsbeitrag zur Square de l'Avenue Foch in Paris von Nikolai Iwanowitsch Bucharin zur Kenntnis genommen wurde und daher später zu Oltarschewskis Anklage beitrug.
1935 wurde Oltarschewski aus den USA zurückgerufen, um mit R. P. Podolski, N. W. Alexejew, dem Studenten Alexander Borissowitsch Borezki und seinem Neffen Dimitri Georgijewitsch Oltarschewski am Wettbewerb  für die Planung und Gestaltung der Allunionslandwirtschaftsausstellung teilzunehmen, die 1937 eröffnet werden sollte. Von den 11 Wettbewerbern wurden von der Akademie der Architektur nur Oltarschewski und Grigori Borissowitsch Barchin als ehrwürdige Architekten anerkannt, während die übrigen als Aspiranten eingestuft wurden. Oltarschewskis Projekt für die Ausstellung auf dem Gelände des Schlosses Ostankino sah die freie Placierung der verschiedenen Ensembles mit streng symmetrischen Wegkreuzungsplätzen dazwischen vor, wobei auf die historischen Gebäude der Scheremetews keine Rücksicht genommen wurde. Trotz aller Kritik wurde das Projekt im April 1936 zur Ausführung angenommen.
Der Bau der Ausstellungsanlage wurde während des Großen Terrors durch Verhaftungen im Volkskommissariat für Landwirtschaft unterbrochen. Volkskommissar Michail Alexandrowitsch Tschernow wurde im  Oktober 1937 erschossen. Oltarschewski wurde vom Ausstellungsdirektor Gorischichin der Sabotage beschuldigt, so dass er zu 15 Jahren Lagerhaft verurteilt wurde. Die nach seinen Plänen errichteten Gebäude wurden teilweise demontiert und später teilweise wieder aufgebaut, wobei die Gesamtanlage vollkommen unverändert blieb. Oltarschewski arbeitete 1939–1942 im Arbeitslager Workuta als Chefarchitekt und wurde 1943 freigelassen, nachdem er in einem Brief an Stalin sich für den Hochhausbau in Moskau angeboten hatte.
1947–1948 war Oltarschewski Mitglied des Komitees für den Bau der Moskauer Hochhäuser. Seine Projekte gewannen nicht im Wettbewerb. Sein zusammen mit Arkadi Grigorjewitsch Mordwinow entwickeltes Projekt für das Hotel Ukraine wurde genehmigt und gebaut. Er erhielt mit Mordwinow 1948 den Stalin-Preis.
Oltarschewski wurde auf dem Wagankowoer Friedhof begraben.
Der Architekt Georgi Konstantinowitsch Oltarschewski war der älteste Bruder Oltarschewskis.

## Werke

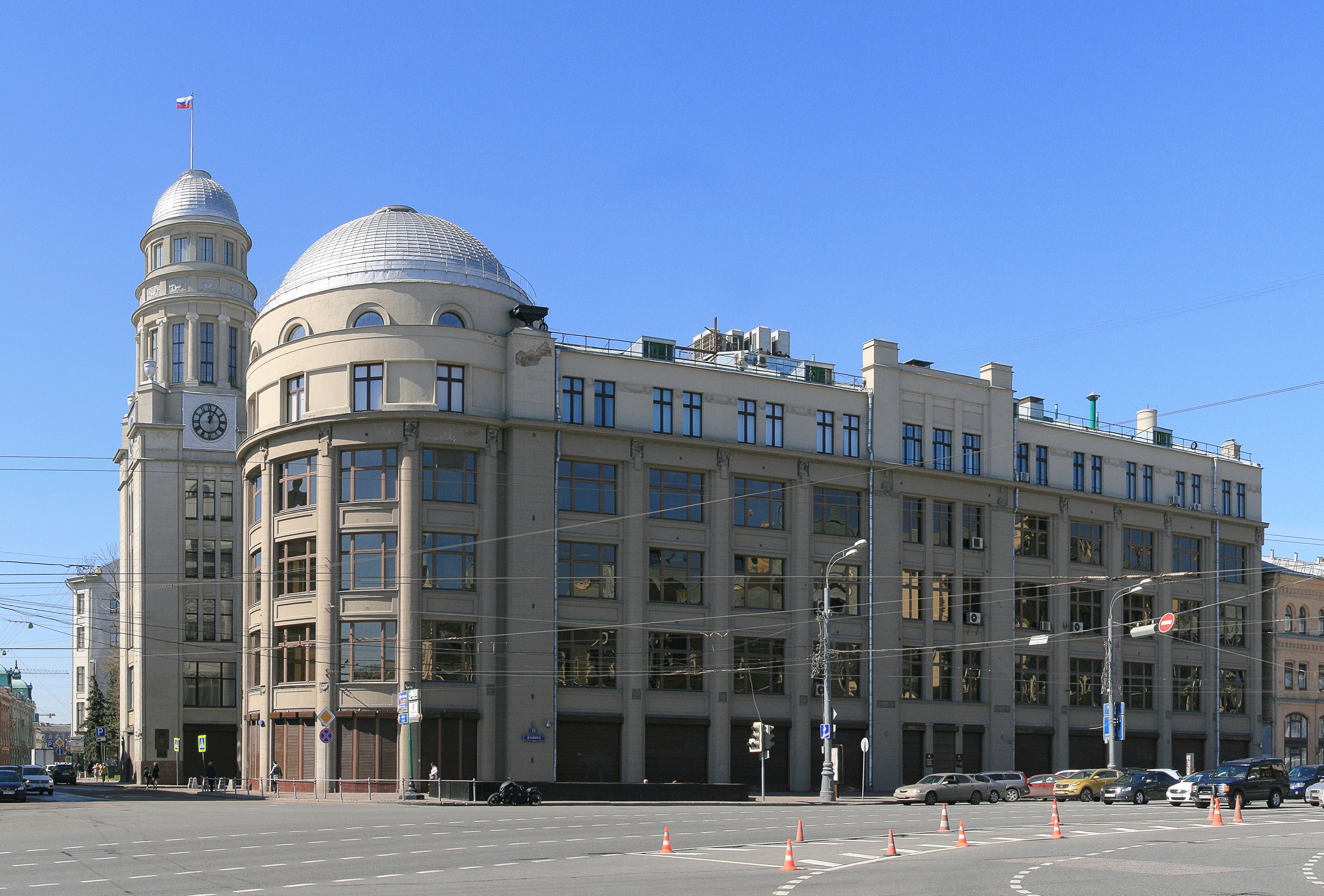
Gebäude der Nordversicherungsgesellschaft, Moskau
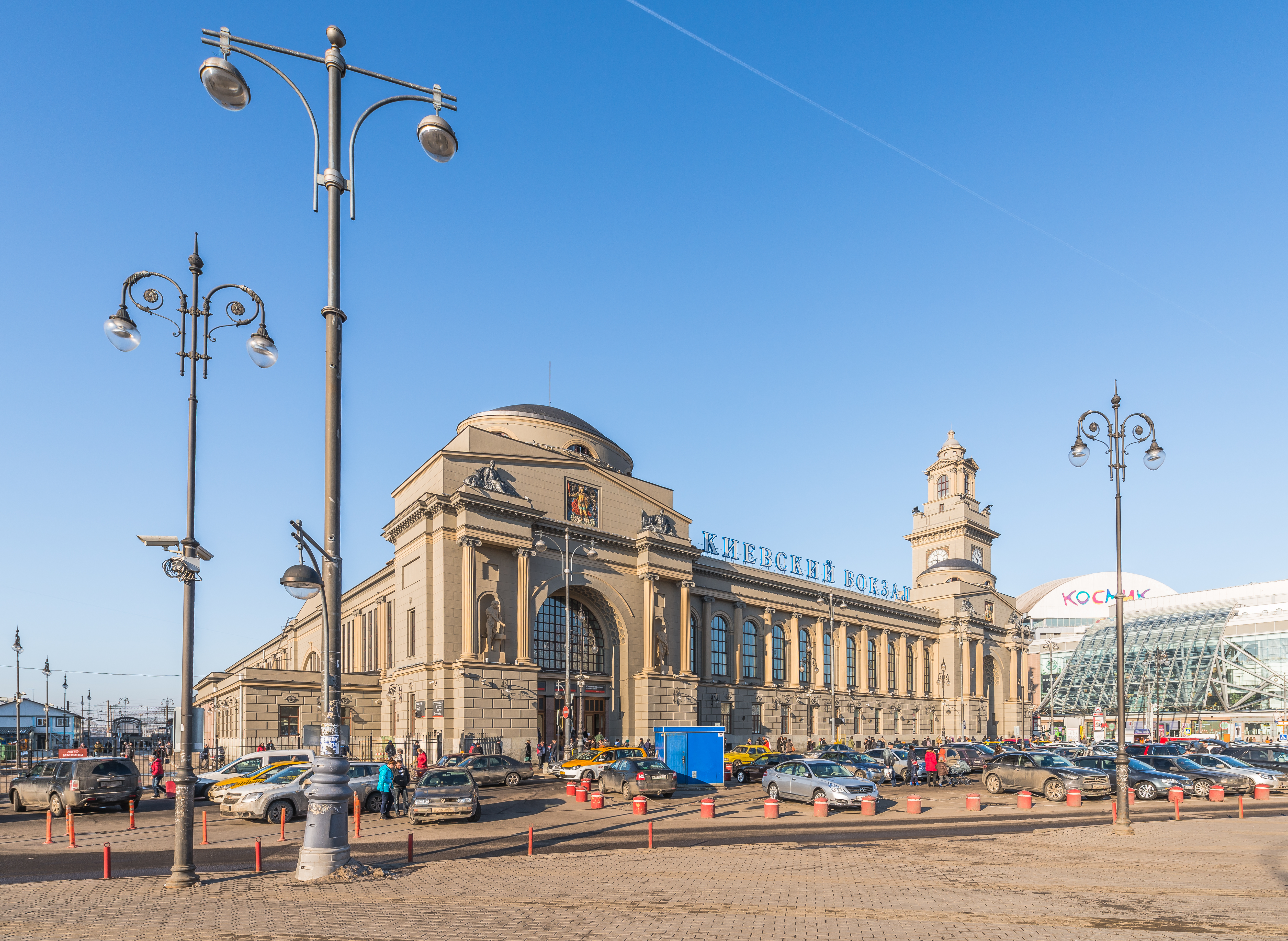
Kiewer Bahnhof, Moskau
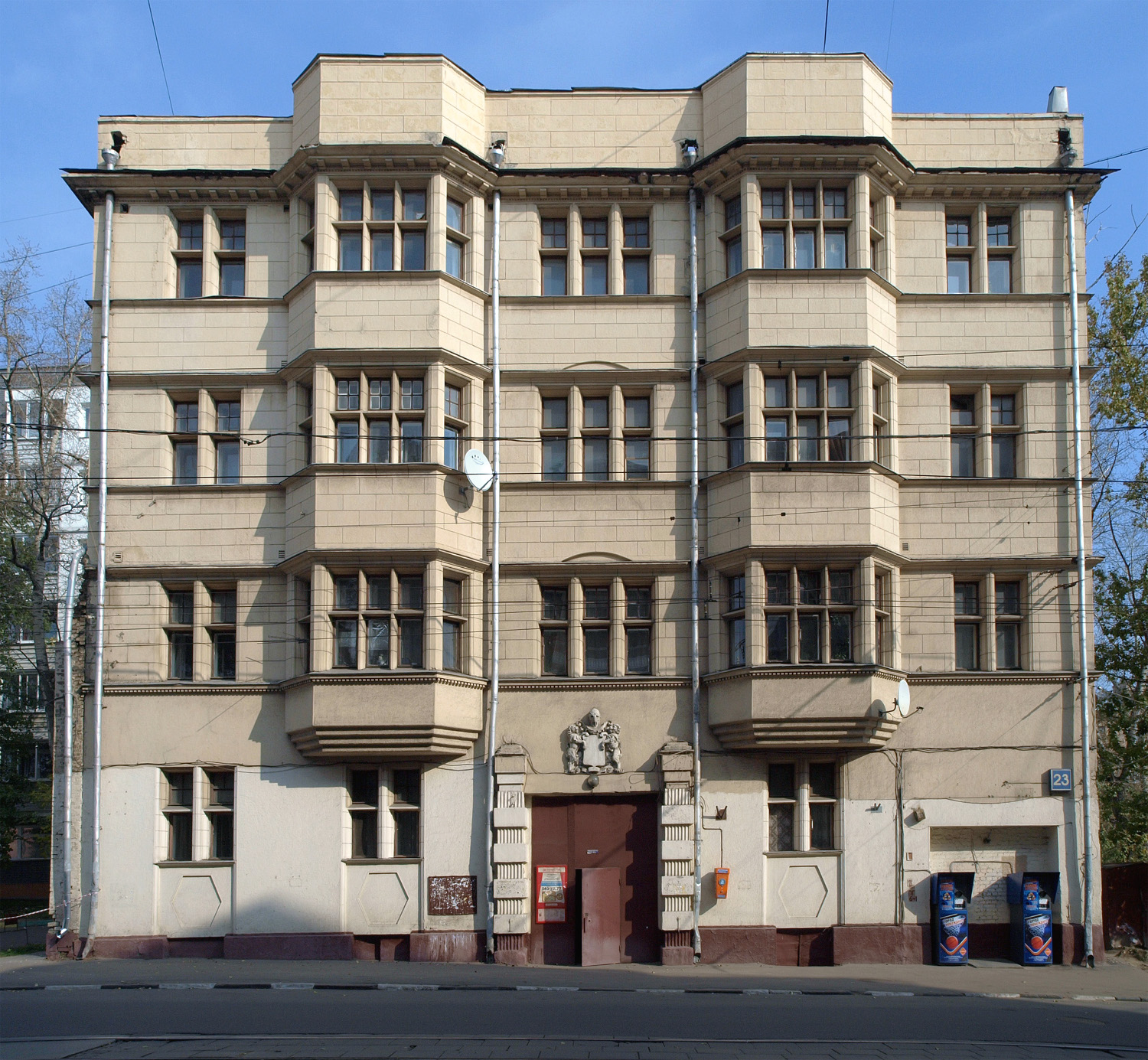
Burenin-Haus, Moskau
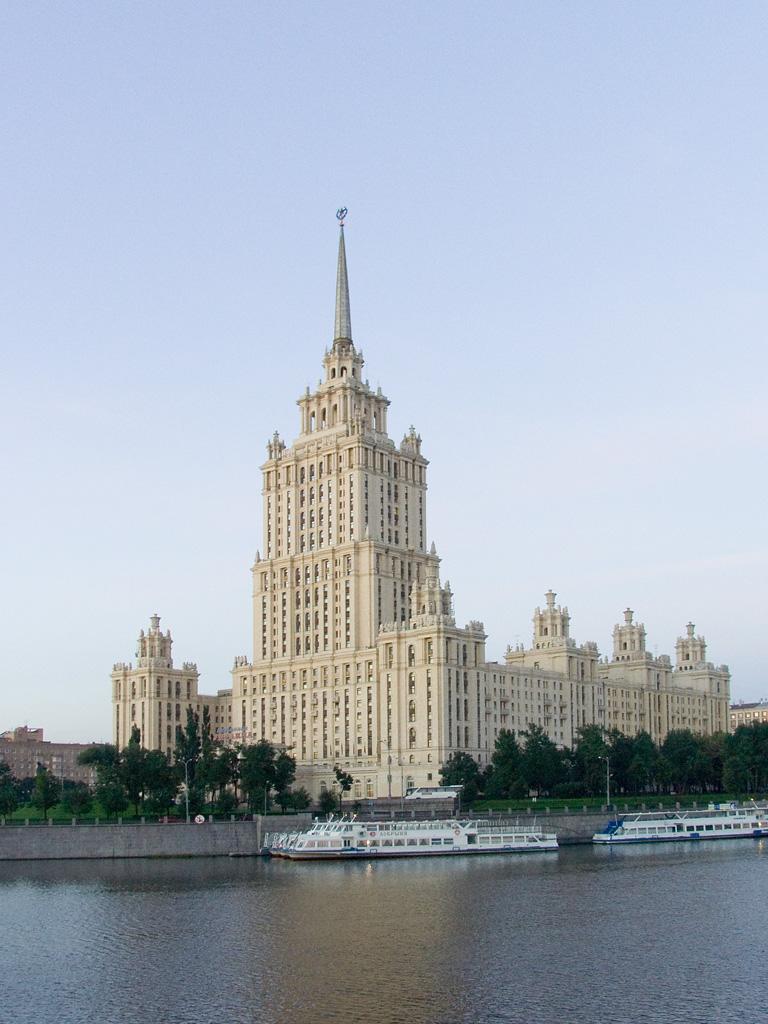
Hotel Ukraine, Moskau